# 柴田白梅
柴田 白梅（しばた しらうめ）は、日本のシャンソン歌手。「白梅」の名義で活動する。

## 人物
名古屋市天白区生まれ。シャンソンには5歳のころから親しんだ。祖母の妹が運転する保育園の送迎の車内で「オー・シャンゼリゼ」などのシャンソンの名曲が掛かっていたのに影響を受けた。
名古屋市内には、シャンソンで知られるカフェ・コンセール・エルムというライブハウスがあり、その経営者でもある加藤修滋に師事することとなる。
6歳から6年連続で日本アマチュア・シャンソン・コンクール中部大会に出場し続け、毎年入賞を果たす。2013年（平成25年）には同大会最年少のグランプリとなった。
2014年（平成26年）にはフランスにおいて行われた日仏シャンソン協会主催の公演に日本から招かれたアマチュア歌手の1人ともなった。
2019年（令和元年）6月7日には、師匠である加藤のすすめもあり、シャンソン歌手としてプロデビューを果たした。
しかし、同年に入学した名古屋市立名東高等学校ではダンス部に入部し、同部部長となったほか、コロナ禍により、プロとしての音楽活動は停滞した。

## テレビ出演歴
- 名古屋テレビ放送（メ～テレ）ドデスカ!「ど真ん中遺産『名古屋のスゴイ ミュージシャン』」（2015年1月16日放送）[4]